# Enden (Antarktika)
Enden (norwegisch für das Ende; englisch Enden Point), auch bekannt als Kleinschmidtgipfel, ist ein 2483 m hoher Nunatak im ostantarktischen Königin-Maud-Land. Er ragt an der Südwestseite des Tals Belgen in der Kirwanveggen der Maudheimvidda auf.
Entdeckt und erstmals benannt wurde er bei der Deutschen Antarktischen Expedition 1938/39 unter der Leitung des Polarforschers Alfred Ritscher. Namensgeber dieser Benennung ist Ernst Kleinschmidt (* 1877), damaliger Direktor der Deutschen Seewarte. Norwegische Kartografen kartierten die Formation anhand von Vermessungen und Luftaufnahmen der Norwegisch-Britisch-Schwedischen Antarktisexpedition (1949–1952) sowie der Dritten Norwegischen Antarktisexpedition (1956–1960) und gaben ihm seinen neuen Namen.